# لي زهنغ
لي زهنغ (بالصينية: 李争) هو رباع صيني، ولد في 18 يناير 1986.